# Tillandsia mandonii
Tillandsia crocata là một loài thuộc chi Tillandsia. Đây là loài bản địa của Bolivia.